# 92 Ундіна
92 Ундіна — астероїд головного поясу, відкритий 7 липня 1867 року американським астрономом Крістіаном Г. Ф. Петерсом у Клінтоні, США. Астероїд названий на честь Ундіни, героїні однойменного роману німецького письменника Фрідріха Де ла Мотт Фуке.
Ундіна — великий металевий астероїд. Спочатку, в 1984 році, згідно зі спектральною класифікацією Tholen, астероїд був класифікований як астероїд класу X. У 1989 році, після аналізу результатів досліджень альбедо, отриманих за допомогою інфрачервоної космічної лабораторії IRAS, астероїд був зарахований до класу M. Однак спектрографічні дослідження Ундіни, проведені в 1994 році, вказують на наявність водних силікатів і неметалевих композитів, типовіших для астероїдів класу S.
Ундіна не перетинає орбіту Землі й обертається навколо Сонця за 5,69 юліанського року.
Тіссеранів параметр щодо Юпітера — 3,165.